# Нубийский водоносный слой
Нубийский водоносный слой — крупнейший из известных в мире подземных источников ископаемой пресной воды. Он расположен в восточной части пустыни Сахара и охватывает границы четырёх стран на северо-востоке Африки. НВС занимает территорию площадью чуть более двух миллионов квадратных километров, включая северо-западный Судан, северо-восточную часть Чада, юго-восток Ливии и большую часть Египта.
Содержащий около 150 тысяч км³ грунтовых вод, НВС имеет чрезвычайное значение для будущих программ развития потенциальных водных ресурсов этих стран. В конце XX века власти Ливии осуществили проект «Великая рукотворная река» и начали извлекать значительные объёмы воды — примерно 2,37 км³ в год. Эта система используется в основном для снабжения водой оазиса Куфра.

## Характеристика
С 2001 года часть Нубийского водоносного слоя, расположенная между районами Египта Тошка и Абу-Симбел, подвергается интенсивному бурению и разработке в рамках проекта мелиорации. Результаты тестового бурения показали, что литологические характеристики и тектонические параметры оказывают существенное влияние на грунтовые воды и общий водоносный потенциал района, который считается относительно низким по сравнению с соседними областями.

## Геология
Нубийский водоносный слой, в основном, состоит из жёсткого железистого песчаника толщиной 140—230 м. Тип подземных вод — от пресных до слегка солоноватых (солёность колеблется в пределах 0,24—1,3 ‰).